# Pegolettia retrofracta
Pegolettia retrofracta là một loài thực vật có hoa trong họ Cúc. Loài này được (Thunb.) Kies mô tả khoa học đầu tiên năm 1951.